# 拉斯加维亚斯
拉斯加维亚斯（西班牙語：Las Gabias）是西班牙安达卢西亚自治区格拉纳达省的一个市镇。总面积39平方公里，2001年普查人口總數為9703人，人口密度為每平方公里249人。